# 小春 (AV女優)
小春（こはる、1984年6月21日 - 、東京都出身）は、日本の元・AV女優。
趣味は映画鑑賞。
特技はスポーツ全般。

## 略歴
- 2004年3月に『生粋-美乳新世紀- 小春』でAVデビュー。
- 2005年3月に『セル初×ギリギリモザイク おまんこスペシャル 小春』でセルデビュー。
- 2010年に「夏川未来（なつかわ みく）」名義で再デビュー。
- 一般社団法人映像コンテンツ権利処理機構においては不明権利者とされている[2]。

## 出演作品

### アダルトビデオ
小春名義
2004年
- 生粋-美乳新世紀-（3月24日、シャイ企画）
- Pure おしえて…（4月30日、シャイ企画）
- 乳惑（5月28日、シャイ企画）
- 遊戯（6月25日、シャイ企画）
- BODY DOUBLE（7月30日、シャイ企画）
- Fetis Drop!! II（8月27日、シャイ企画）
- 浸透（9月24日、シャイ企画）
- KOHARU 24HOUR（10月29日、シャイ企画）
- Passion（12月8日、シャイ企画）
- Breath（12月22日、シャイ企画）

2005年
- セル初×ギリギリモザイク おまんこスペシャル（3月11日、エスワン）
- ギリギリモザイク ギリギリモザイク（4月11日、エスワン）
- ロリータ美少女小春ちゃんVS～（4月15日、オブテイン・フューチャー）
- ギリギリモザイク パイズリ爆乳姦（5月19日、エスワン）
- ギリギリモザイク 僕ラノ担任ハ巨乳痴女教師（6月7日、エスワン）
- ギリギリモザイク ザーメン132発！（7月7日、エスワン）
- ギリギリモザイク 僕のいいなりボインちゃん（8月7日、エスワン）
- ギリギリモザイク 小春はアナタのいいなり玩具（9月19日、エスワン）
- 爆乳パイズリ学園天国（10月13日、MOODYZ）
- 使い捨てM奴隷25（11月13日、MOODYZ）
- 男汁バイキング4（12月1日、MOODYZ）

2006年
- アナル調教&羞恥（1月13日、MOODYZ）
- 無限中出し（2月1日、MOODYZ）
- 監禁24時間 ハイパーデジタルモザイク ぶっかけ中出しアナルFuck（3月1日、MOODYZ）
- 豊乳ハミ出し水着（4月1日、MOODYZ）
- パイパンハイパーデジタルモザイク オール生中出し（5月1日、MOODYZ）
- 聖水くらぶ（6月1日、MOODYZ）
- GGGトリプルジー監禁 縛乳姦淫DX（7月7日、アタッカーズ）
- アナル凌辱事件簿外伝 新妻牝奴隷（8月7日、アタッカーズ）
- 巨乳中出し240 11（8月10日、隼エージェンシー）
- ギャルズ革命vol,2 潮吹きトリップ（8月17日、ディープス）
- 巨乳キャバクラ嬢（9月8日、TMA）
- 愛しのフェラチーオ4 17人のザーメン中毒（9月10日、隼エージェンシー）
- 集団痴女コギャル4 完全版（9月22日、ケイ・エム・プロデュース）
- 童貞の僕が近所の巨乳看護婦がいる病院に入院した。パート3（10月5日、V&Rプロダクツ）
- 乳魂 超美肌系爆乳 細身系美爆乳（10月7日、桃太郎映像出版）
- フェラコレ2006秋（10月10日、隼エージェンシー）
- 女教師レイプ レイプされる8人の女教師（10月10日、隼エージェンシー）
- 爆乳トリプルレズビアン（10月19日、クロス）
- ドッキリ逆ナンパ大作戦 スーパーマジックミラー号 2006夏in湘南 美女達に群がるナンパ男達（10月19日、SODクリエイト）
- 乳の日（11月11日、モヒカン）
- 巨乳女子校生4時間（11月7日、メディアステーション）
- こだわりの手コキ 4時間SP 2 40人のハンドメイド（11月11日、隼エージェンシー）
- 都内某所でアゲアゲれずコンパ（12月7日、GLAY'z）
- ボクの新妻は巨乳で裸エプロンでメガネっ娘。23（12月15日、ゴーゴーズ）
- 中出しスペシャル（12月19日、桃太郎映像出版）
- 集団エロカワNIGHT FEVER痴女（12月19日、クロス）
- 生中出しオネギャル 4時間（12月22日、メディアステーション）

2007年
- 騎乗位22人腰振りSPECIAL!4時間（1月18日、ディープス）
- 女を犯す女 レズ&レイプ（1月19日、スタイルアート）
- 極乳GカップOVER4時間（1月26日、TMA）
- 小春の潮吹き講座 喜多村麻衣（2月2日、GLAY'z）
- 強制女装レズ（2月19日、スタイルアート）
- 女子校生おげれつレズ（2月25日、ジャネス）
- 女子校生の亀頭責め（3月19日、スタイルアート）
- やっぱ!中出しでしょVII *12人の中出し姫*（4月12日、隼エージェンシー）
- 女子校生おげれつマッサージ（5月25日、ジャネス）
- ネットカフェ難民はきっとこんなに違いない! 完全版（6月22日、メディアステーション）
- 快楽レズエステ5（7月5日、アキノリ）
- 接吻手コキバス（7月5日、アキノリ）
- 巨乳レイプ4時間第11章（7月13日、隼エージェンシー）オムニバス作品
- おげれつ集団ダンス2（8月25日、未来・フューチャー）
- 元バレリーナで超軟体!本物レゲエダンサーMIKU第4弾! 華麗なる腰づかいでレズペニバンFUCK（9月20日、アキノリ）
- BANQUISH 14 KOHARU（9月21日、プレステージ）
- 全身脱毛サロン♡性感刺激でキレイになる! (恥）パイパン美容療法（10月18日、LADY×LADY）
- HIP DANCE EXPRESS（10月19日、スタイルアート）
- お掃除フェラ.2 4時間（11月2日、GLAY'z）
- 性交クリニックSP(裏）手コキクリニック～完全版～/美人ナース大集合編（11月8日、SODクリエイト）
- ザーメンビーム 1（11月10日、プレステージ）
- 巨乳フードルパラダイス（11月15日、トップワン）
- TMA超絶Queen ∞ 極2枚組 8時間（11月23日、TMA）
- ギャルのニーソックス 3（12月1日、フリーダム）
- フリーダム・メンズエステ（12月1日、フリーダム）
- 顔騎放尿GALS（12月1日、フリーダム）
- 女子校生達の脚責め（12月1日、フリーダム）
- S的調教M的願望 ボンテージレズビアン 1（12月5日、ジャネス）
- ヤリすぎ同棲生活 5人の彼女と24時間セックスdays（12月6日、アキノリ）
- パイパン娘30人 パイパン大運動会（12月13日、カルマ）
- スーパーレッグス 美脚レズ 1（12月19日、スタイルアート）

2008年
- やっぱり乳がスキ 1st 20人!!（1月7日、桃太郎映像出版）
- 巨乳スイミングスクールPART.4 E・F・Gカップがパッツンパッツンの競泳水着に着替えたら…♥（1月18日、V&Rプロダクツ）
- 巨乳ローションファイトクラブ（1月25日、ネクストイレブン）
- 月刊 こんな女子校生がいたらスゴイ!! 巨乳学級ver（2月1日、OFFICE K'S）
- 童貞ペニ鯨団 ちょっと待った～!僕の童貞奪ってください（2月7日、アキノリ）
- 高級ソープへいらっしゃい 18（2月8日、クリスタル映像）
- 全裸系巨乳水泳部チチショー（3月7日、プレミアム）
- B.Bボーイズに目覚めちゃった僕。 その2（3月13日、アロマ企画）
- HARDCORE LESBIAN（3月18日、ドリームクリエイト）
- 接吻レズ 2 ネコとタチ（3月19日、スタイルアート）
- 女子校生が熟女にレズ調教 3（3月19日、スタイルアート）
- パンストレズビアン 2（3月25日、ジャネス）
- 女子校生のパイズリ（4月4日、OFFICE K'S）
- 巨乳やりすぎ介護福祉士 01（4月25日、ゴーゴーズ）
- 女子校生レズビアン ベロ汁 3（4月25日、ジャネス）
- M女覚醒レズ奴隷調教 絶対服従性的主従物語 2（5月15日、ジャネス）
- スーパー痴女ホテル 琴早妃（5月15日、トップワン）
- ミストレスな陵辱レズ 1（5月19日、スタイルアート）
- 旅館若女将の淫らな誘い癖 第二章（5月20日、スターパラダイス）
- スーパーマスクヒロイン 新造女戦士カレイダー（6月13日、GIGA）
- AV女優強化合宿 痴女育成バスツアー 2（6月15日、スターパラダイス）
- 小便をかけて街中で物理的に羞恥心を感じさせる（7月4日、ナチュラルハイ）
- W女子校生にいきなり連続フェラでヌキとられちゃう僕!!（7月4日、映天）
- 女子校生美脚ルーズソックス責め（7月4日、OFFICE K'S）
- 女子校生のキモ男舐めまくり（7月4日、OFFICE K'S）
- 日常生活のえっちな!イタズラ（7月13日、MOODYZ）
- 巨乳中出し4時間! 2（7月19日、ミスター・インパクト）
- ペニバン・ブーツ・レズビアン（8月5日、ジャネス）
- 乳首ビンカン女子校生（8月8日、映天）
- 調教レズ 3 ～犯された女子校生～（8月19日、スタイルアート）
- パイズリフェスティバル（10月1日 アイデアポケット）
- MOODYZファン感謝祭 バコバコバスツアー2009 爆乳女優22名の乱交天国!!（12月13日、MOODYZ）

2009年
- MOODYZファン感謝祭 裏バコバコバスツアー2009 本編未収録!AVアイドル16名の本気FUCK!!（2月13日、MOODYZ）
- フェラコレ2009春SP 30人のフェラジェンヌ（4月15日 隼エージェンシー）

夏川未来名義
2010年
- 口淫どれい2（2月1日 中嶋興業）
- 遊び方は貴方が選ぶ☆ゴーゴーバーへ行こう!（2月4日、SODクリエイト）
- 女孔遍路（2月18日 稀有）
- 素人若妻ナンパ中出し EVOLUTION 4時間 8（2月19日 おかず。）
- 他人が大勢いるすぐ横で必死に声を押し殺す心臓爆発寸前のチョー刺激的ファーック!! (ディープス）
- アナル浣腸100連発の惨劇（2月25日 ダスッ!）
- レズ奴隷 Vol.1 ～性愛支配・晒された人気アナウンサーの素顔～（3月18日 ディープス）
- 東京25時 泥酔ギャルお持ち帰（4月9日 クリスタル映像）
- 憧れのアナル妻 {4月19日 クロス}
- 黒GAL露出 青姦イキすぎ絶頂アクメ {10月19日 kira☆kira}
- (裏）手コキクリニック～完全版～性交クリニックファン感謝祭200分スペシャル（12月7日、SODクリエイト）

総集編
- 小春 SPECIAL EDITION 1（7月22日、シャイ企画）

## TV出演

### ドラマ
- Stand Up!!
  - 第5話「ついに卒業第一号」（2003年8月1日、TBS）
- セーラー服と機関銃
  - 第2話「女子高生組長の初仕事は涙の大乱闘!!」（2006年10月20日、TBS）

### バラエティ
- 今夜もハッスル「四字熟女」コーナーに出演。（2008年4月5日-2008年9月27日、サンテレビ）